# 1751 у літературі

## Події
- Видано перший том французької «Енциклопедії» під редакцією Дідро та Д'Аламбера.

## Книги
- «Емілія» — роман Генрі Філдінга.
- «Пригоди Переґріна Пікля» — роман шотландського письменника Тобіаса Смоллетта.

### Поезія
- «Елегія, написана на сільському кладовищі» — поема Томаса Грея.

## Народились
- 20 лютого — Йоганн Генріх Фосс, німецький поет та перекладач.
- 20 жовтня — Річард Брінслі Шерідан, британський поет та політик ірландського походження.

## Померли
- 12 грудня — Генрі Сент-Джон, 1-й віконт Болінгброк, англійський політичний філософ, державний діяч, письменник.